# Порт-Салерно (Флорида)
Порт-Салерно (англ. Port Salerno) — статистически обособленная местность, расположенная в округе Мартин (штат Флорида, США) с населением в 10 141 человек по статистическим данным переписи 2000 года.

## География
По данным Бюро переписи населения США статистически обособленная местность Порт-Салерно имеет общую площадь в 10,36 квадратных километров, из которых 9,32 кв. километров занимает земля и 1,04 кв. километров — вода. Площадь водных ресурсов округа составляет 10,04 % от всей его площади.
Статистически обособленная местность Порт-Салерно расположена на высоте 4 м над уровнем моря.

## Демография
Из домашних хозяйств в 23,2 % воспитывали детей в возрасте до 18 лет, 50,9 % представляли собой совместно проживающие супружеские пары, в 9,3 % семей женщины проживали без мужей, 35,9 % не имели семей. 28,9 % от общего числа семей на момент переписи жили самостоятельно, при этом 13,9 % составили одинокие пожилые люди в возрасте 65 лет и старше. Средний размер домашнего хозяйства составил 2,25 человек, а средний размер семьи — 2,73 человек.
Население статистически обособленной местности по возрастному диапазону по данным переписи 2000 года распределилось следующим образом: 19,9 % — жители младше 18 лет, 6,1 % — между 18 и 24 годами, 24,7 % — от 25 до 44 лет, 24,6 % — от 45 до 64 лет и 24,7 % — в возрасте 65 лет и старше. Средний возраст жителей составил 44 года. На каждые 100 женщин в Порт-Салерно приходилось 92,8 мужчины при этом на каждые сто женщин 18 лет и старше приходилось 91,7 мужчины также старше 18 лет.
Средний доход на одно домашнее хозяйство статистически обособленной местности составил 39 839 долларов США, а средний доход на одну семью — 45 016 долларов. При этом мужчины имели средний доход в 32 420 долларов США в год против 25 371 доллар среднегодового дохода у женщин. Доход на душу населения статистически обособленной местности составил 39 839 долларов в год. 7,0 % от всего числа семей в населённом пункте и 9,6 % от всей численности населения находилось на момент переписи населения за чертой бедности, при этом 15,9 % из них были моложе 18 лет и 6,8 % — в возрасте 65 лет и старше.